# サウジカップデー
サウジカップデー（アラビア語: يوم كأس السعودية、英語: Saudi Cup Day）とは、毎年2月下旬にサウジアラビアのキングアブドゥルアジーズ競馬場で開催される国際招待競走の開催日、および同日に行われる重賞の総称である。サウジカップナイト（Saudi Cup Night）と呼ばれることも多い。
イスラム圏であるためすべての競走で勝馬投票券の発売は行われないが、外国のブックメーカーによる賭けは行われている。また2024年・2025年はメインレースのサウジカップのみではあるが、日本中央競馬会のインターネット投票とJRA-UMACA（条件付き）での海外馬券発売も行われる。
3月末に行われるドバイワールドカップとその付随重賞競走出走を目指す馬にとっては、これらのレース群を前哨戦と位置づけている。

## 歴史
- 2020年 - サウジカップデー創設。[3]
- 2022年 - IFHA（国際競馬統括機関連盟）がサウジアラビアの競馬をパートII国に格上げしたことに伴い、本年より第3競走から第8競走までに国際格付けが付与。[4]
- 2024年 - ネオムターフカップ及び1351ターフスプリントがG2へ昇格。
- 2025年 - リヤドダートスプリント及びレッドシーターフハンディキャップがG2へ昇格。

## 実施される競走一覧
施行順は2025年のもの。
| 施行順  | 競走名                                 | 競走格 | 出走条件                                                | 施行コース  | 賞金総額   |
| ------- | -------------------------------------- | ------ | ------------------------------------------------------- | ----------- | ---------- |
| 第1競走 | ジョッキークラブローカルハンデキャップ | -      | サウジアラビア調教馬限定4歳以上                         | ダート1800m | 150万ドル  |
| 第2競走 | オバイヤアラビアンクラシック           | G1 PA  | 純血アラブ限定4歳以上                                   | ダート2000m | 200万ドル  |
| 第3競走 | サウジダービー                         | G3     | サラブレッド3歳                                         | ダート1600m | 150万ドル  |
| 第4競走 | リヤドダートスプリント                 | G2     | サラブレッド3歳以上                                     | ダート1200m | 200万ドル  |
| 第5競走 | サウジインターナショナルハンデキャップ | -      | サラブレッド北半球産4歳以上 サラブレッド南半球産3歳以上 | 芝2100m     | 50万ドル   |
| 第6競走 | ネオムターフカップ                     | G2     | サラブレッド北半球産4歳以上 サラブレッド南半球産3歳以上 | 芝2100m     | 200万ドル  |
| 第7競走 | 1351ターフスプリント                   | G2     | サラブレッド北半球産4歳以上 サラブレッド南半球産3歳以上 | 芝1351m     | 200万ドル  |
| 第8競走 | レッドシーターフハンデキャップ         | G2     | サラブレッド北半球産4歳以上 サラブレッド南半球産3歳以上 | 芝3000m     | 250万ドル  |
| 第9競走 | サウジカップ                           | G1     | サラブレッド北半球産4歳以上 サラブレッド南半球産3歳以上 | ダート1800m | 2000万ドル |